# مقاطعة أنسون (كارولاينا الشمالية)
مقاطعة أنسون (بالإنجليزية: Anson County)‏ هي إحدى مقاطعات ولاية كارولاينا الشمالية في الولايات المتحدة الأمريكية. مركز المقاطعة أو مقعدها هي مدينة ويدسبورو. تأسست هذه المقاطعة سنة 1750.أصل هذه المقاطعة يأتي من: مقاطعة بلادين.

## أعلام
- ليونيداس د. روبنسون
- بلايند بوي فاولر
- جورج بيرد